# Лая Палау
Лая Палау (ісп. Laia Palau, нар. 10 вересня 1979) — іспанська баскетболістка, срібна призерка Олімпійських ігор 2016 року.

## Виступи на Олімпіадах
| Олімпіада           | Дисципліна | Місце |
| ------------------- | ---------- | ----- |
| Афіни 2004          | баскетбол  | 6     |
| Пекін 2008          | баскетбол  | 5     |
| Ріо-де-Жанейро 2016 | баскетбол  | 2     |

## Зовнішні посилання
- Лая Палау — олімпійська статистика на сайті Sports-Reference.com (англ.) (архівна версія)